# Aschwardener Flutgraben
Der Aschwardener Flutgraben ist ein 8,5 km, mit seinem längsten Quellbach 17 km, langer rechter Weserzufluss in Niedersachsen, dessen Oberlauf die Grenze zwischen der Gemeinde Schwanewede im Landkreis Osterholz und der Gemeinde Uthlede im Landkreis Cuxhaven bildet und der in der Gemeinde Sandstedt in den Rechten Nebenarm der Weser mündet.
Der Aschwardener Flutgraben entsteht auf etwa einem halben Meter Meereshöhe am Ostrand von Osterstade aus dem von Lehnstedt kommenden Kuhfleth und aus dem Meyenburger Mühlengraben (53° 17′ 20″ N, 8° 35′ 45″ O). Dieser wiederum entwässert Täler der Osterholzer Geest östlich von Meyenburg. Sein größter Zufluss, der Garlstedter Abzugsgraben, wird unter anderem vom Quellbach der Heidhofer Teiche gespeist, der südlich des Sprengbergs auf 30 m über NHN entspringt (53° 14′ 53″ N, 8° 39′ 36″ O, Quelle).
In Osterstade fließt der Aschwardener Flutgraben in einen S-förmigen Verlauf westwärts. Bei dem keinen Dorf Bruch, einem Teil von Aschwarden, besteht eine Querverbindung zum Hinnebecker Fleth, das bei Rade durch den Winterdeich gelassen wird und am Südrand der Fährplate in den Hauptstrom der Weser mündet.
Der Aschwardener Flutgraben selber wird an der Grenze von Aschwarden und Wurtfleth mit einem Pumpwerk durch den Winterdeich gelassen. Gleich nach dem Pumpwerk knickt er nach Norden ab und verläuft annähernd zwei Kilometer lang im Bett eines ehemaligen Weserarms. Bei Rechtebe knickt er dann wieder nach Westen und erreicht nach 700 m durch sein Siel im Sommerdeich den rechten Weserarm (53° 18′ 33″ N, 8° 30′ 50″ O, Mündung).
Zwischen Winter- und Sommerdeich bildet der Graben zusammen mit der Hasseler Balje die östliche Begrenzung der alten Weserinsel Hammelwarder Sand.
Der Aschwardener Flutgraben liegt im FFH-Gebiet „Teichfledermausgewässer im Raum Bremerhaven/Bremen“, das hier gleichzeitig als Naturschutzgebiet „Teichfledermausgewässer“ ausgewiesen ist.